# (23469) Neilpeart
(23469) Neilpeart est un astéroïde de la ceinture principale.

## Description
(23469) Neilpeart est un astéroïde de la ceinture principale. Il fut découvert le 22 septembre 1990 à l'observatoire Palomar par Brian P. Roman. Il présente une orbite caractérisée par un demi-grand axe de 2,67 UA, une excentricité de 0,20 et une inclinaison de 11,1° par rapport à l'écliptique.

## Compléments